# Areca concinna
Areca concinna är en enhjärtbladig växtart som beskrevs av George Henry Kendrick Thwaites. Areca concinna ingår i släktet Areca och familjen Arecaceae. Inga underarter finns listade i Catalogue of Life.